# Парижская фондовая биржа
Парижская биржа (фр. Bourse de Paris) — фондовая биржа в Париже (Франция), с 2000 года известная как Euronext Paris.

## История
В 1724 году в Париже для совершения сделок между торговыми посредниками было построено специальное здание. Оно получило название «Биржа». Здесь совершали сделки агенты по обмену, деятельность которых мало соответствовала принципам биржевой торговли (прежде всего, отсутствовал механизм гласного объявления цен). Декрет Королевского государственного совета, по которому основывалась Парижская биржа (от 24 сентября 1724 года) запрещал женщинам появляться в помещении биржи. Этот декрет был отменен лишь в 1967 году. Декретом от 30 марта 1774 года на бирже было создано специальное место «le Parquet», предназначенное исключительно для агентов по обмену, которым предписывалось обеспечивать гласность в объявлении цен путём их выкрика — «a la criee». До этого никаких правил не существовало, сделки совершались бессистемно в любом случайном месте.
23 марта 1793 года биржа закрывается (в 1789 году началась революция) и открывается только в 1801 году при Наполеоне. Число агентов по обмену, составлявшее в 1786 году 60 человек, увеличилось до 71.
В 1801 году Наполеон издал указ о строительстве специального здания Парижской фондовой биржи — Дворец Броньяр. Строительство было завершено в 1825 году.
Кодекс Наполеона создал единое биржевое право для всей Франции, который не подвергался изменениям более века. Император относился к институту биржи очень настороженно и ввёл целый ряд ограничений на его функционирование. Наполеон предоставил биржевым посредникам монополию на биржевые операции, хотя теперь, биржевые посредники были лишены права действовать в форме компаний с ограниченной ответственностью. Для надзора над биржей была создана специальная биржевая полиция. Была запрещена внебиржевая торговля. Полностью была запрещена торговля иностранными ценными бумагами. Только в 1823 году было сделано исключение для зарубежных государственных займов.
Пережив череду революций и войн, Франция стала капиталистическим государством. Это сказалось и на рынке ценных бумаг. С 1815 по 1829 годы во Франции появилось 98 акционерных обществ. В то же время частный сектор рынка ценных бумаг оставался узким. Так в 1814 году на Парижской бирже котировались 4 вида ценных бумаг, в 1820 году — 13, в 1825 году — 32, в 1830 году — 38.
После Революции 1830 года Луи-Филипп стал не только королём Франции, но и «королём биржевиков». Однако мало внимания уделялось экономике. Засилье биржевиков тормозило промышленное развитие страны.
В 1850-1860-е годы операции Парижской фондовой биржи утроились. Она превратилась в денежный рынок европейского масштаба.
В XVIII веке основными ценными бумагами, обращающимися на бирже были векселя. Акций и облигаций было очень мало. Но уже к 1840 году на Парижской фондовой бирже котировались примерно 130 долговых и долевых ценных бумаг.
В 1900 году на Парижской бирже торговалось более 800 видов ценных бумаг — акций и облигаций, а также около 300 иностранных. Торговые сессии происходили ежедневно с понедельника по субботу с 12 до 15 часов.
Постепенно биржи открылись и в других городах: в Лионе (1845 год), Бордо (1846 год), Марселе (1847 год), Лилле (1867 год), Нанте (1868 год), Нанси (1922 год). До 1967 года работала биржа в Тулузе.
После Второй мировой войны во Франции действовало 7 фондовых бирж. Многие годы фондовые биржи конкурировали между собой, осуществляя котировку одних и тех же ценных бумаг. В 1962 году специальным декретом для каждой акции был определен один биржевой рынок.
В 1986 году на Парижской бирже была установлена электронная торговая система САС (Cotation Assistée en Continu), а часы работы были увеличены с 10:00 до 17:00 (ранее с 12:30 до 14:30).
Вскоре голосовой аукцион по акциям и облигациям был полностью прекращен. Затем закрылись залы и на провинциальных биржах: их бумаги были переведены в торговую систему Парижской биржи.
С 1991 года единственная фондовая биржа во Франции. Объединила фондовые биржи в Бордо, Лилле, Лионе, Марселе, Нанси и Нанте. До объединения на Парижскую биржу приходилось 95 % всех сделок во Франции с ценными бумагами. В 1988 года введена система электронных операций. Торговые операции проводятся 45 брокерами — членами биржи.
В конце 1990-х годов выступила инициатором объединения крупных европейских бирж. В 2000 году объединилась с Амстердамской и Брюссельской биржами, образовав Euronext NV, которая на данный момент является второй по величине биржей в Европе после Лондонской фондовой биржи.

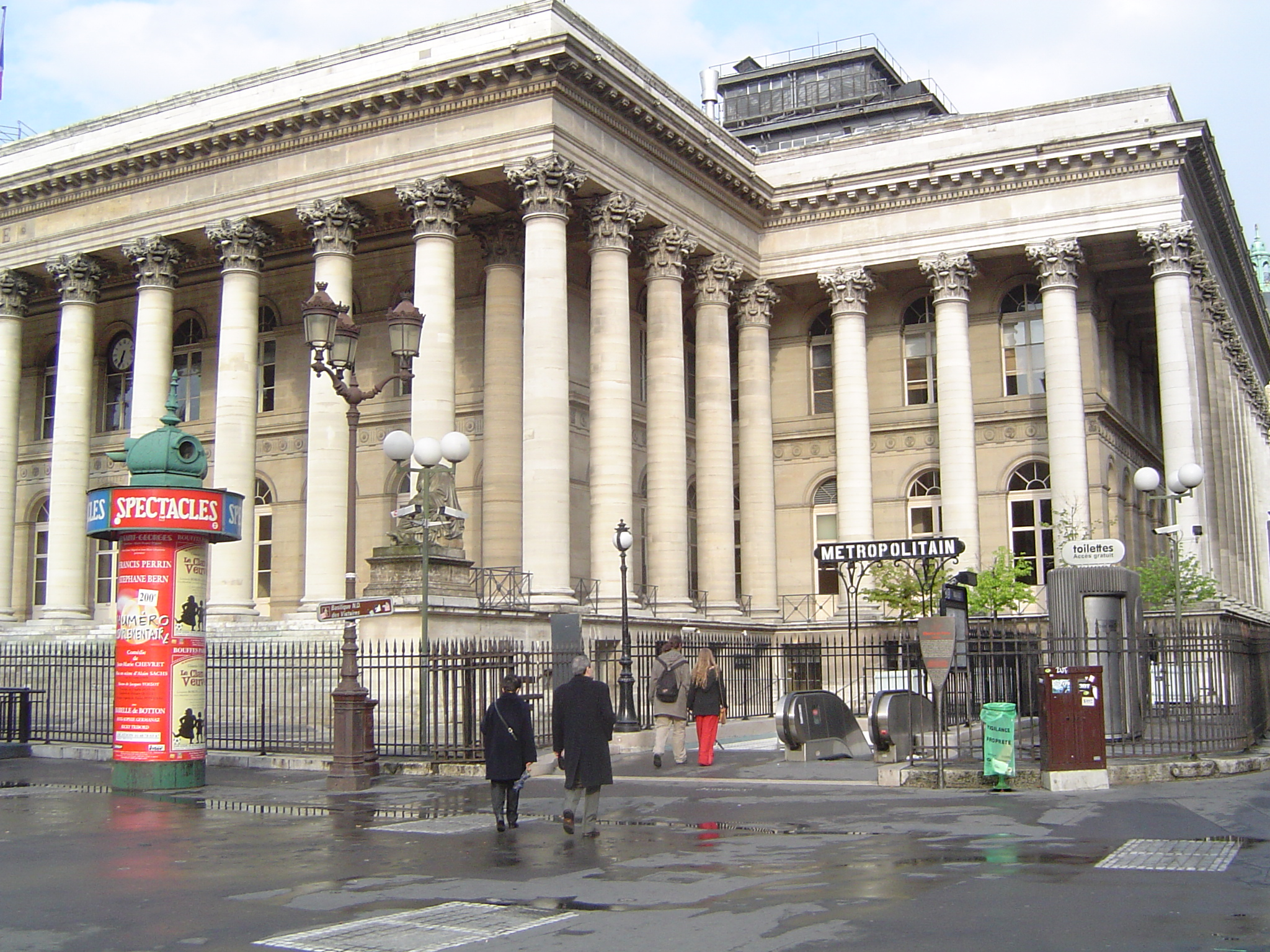
Вид на здание Парижской биржи, а также вход в парижский метрополитен на станцию Bourse.
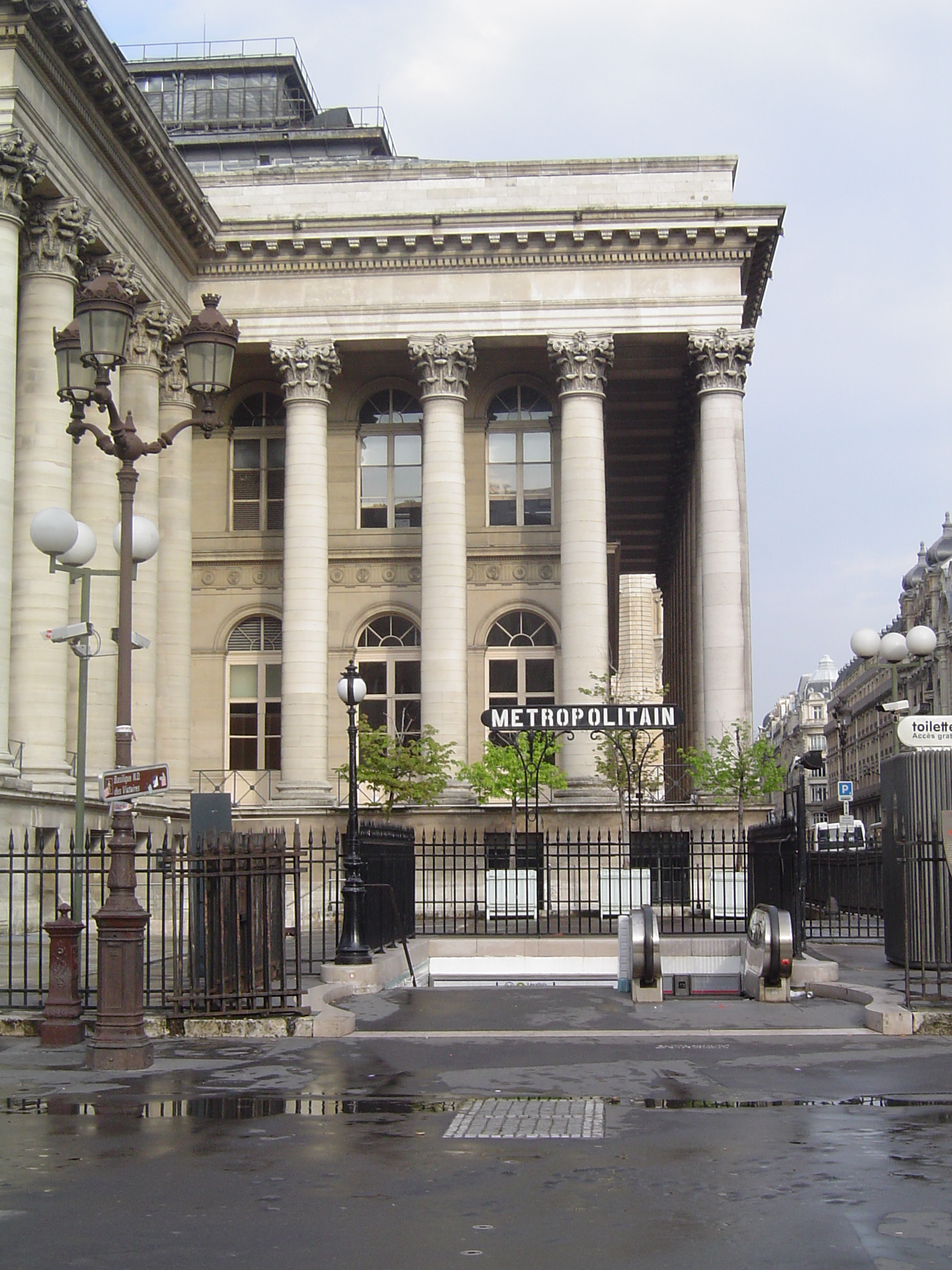
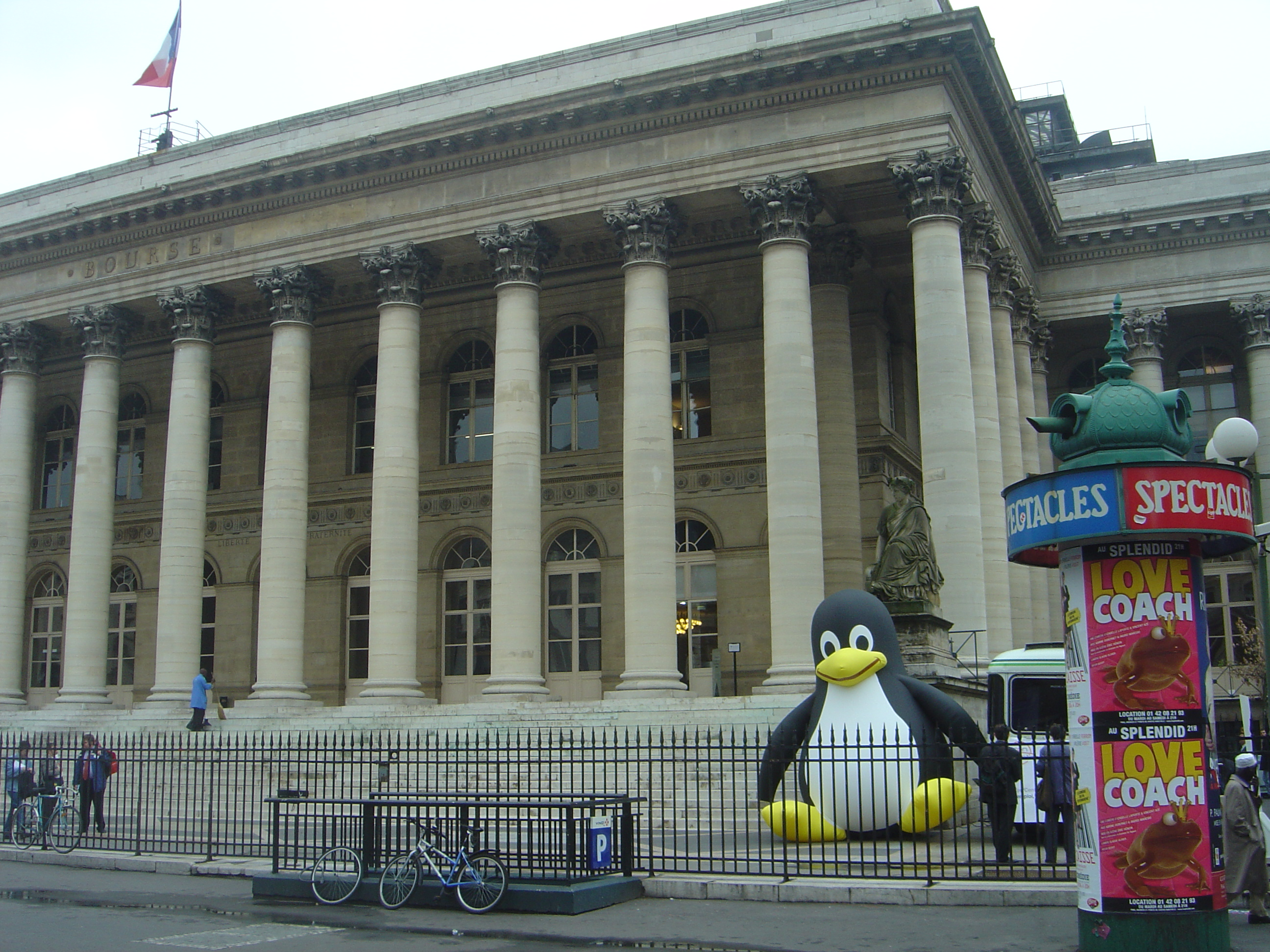
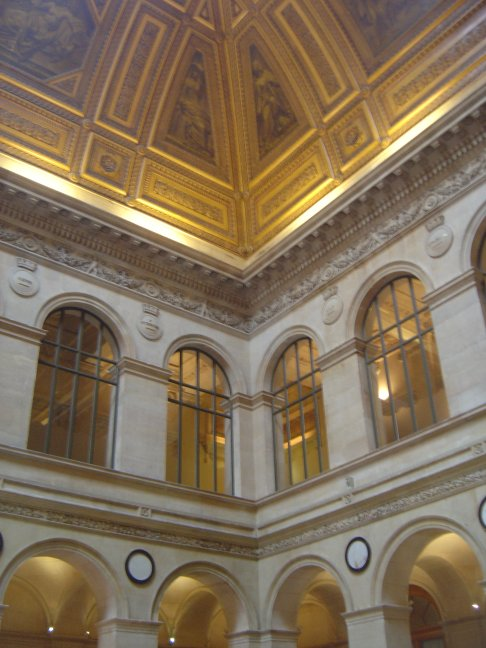
Дворец Броньяр, в котором располагается биржа, изнутри